# Podkwiatek

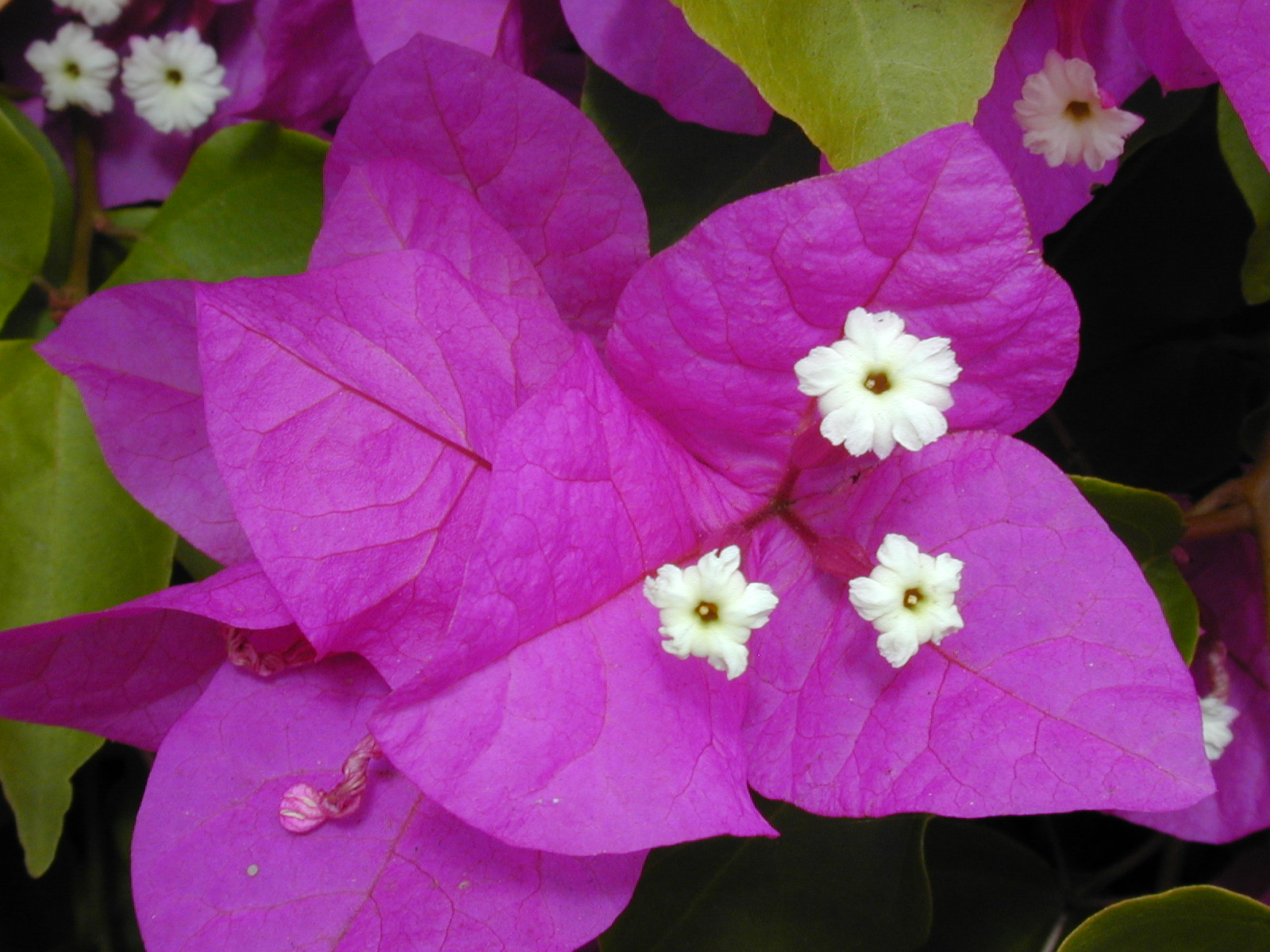
Duże i barwne podkwiatki bugenwilli Bougainvillea spectabilis

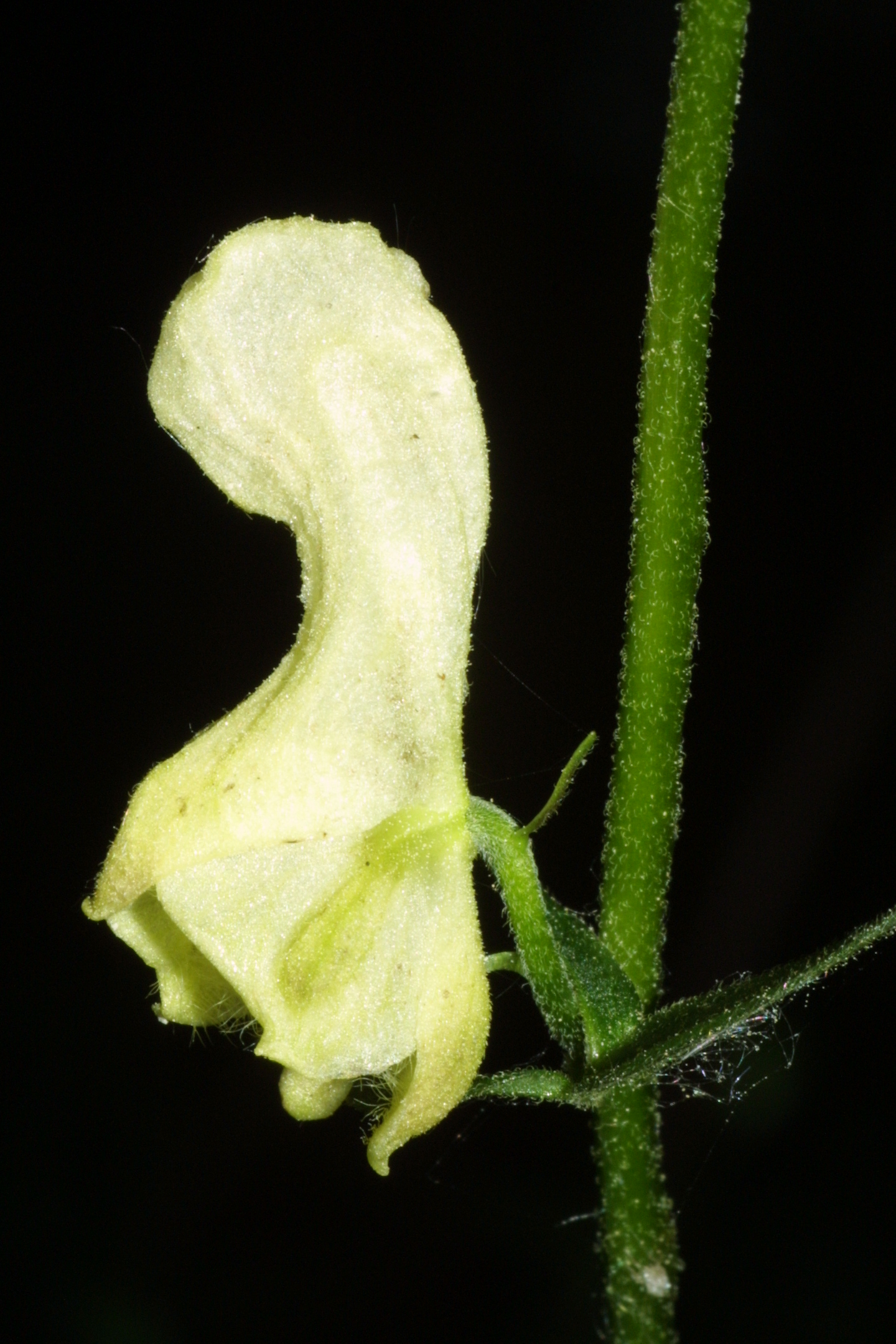
Drobny podkwiatek u tojadu Aconitum lycoctonum

Podkwiatek – liść wyrastający na szypułce kwiatowej, między kwiatem i węzłem, z którego wyrasta szypuła. Występuje u niektórych przedstawicieli roślin okrytonasiennych. Zwykle niewielki, czasem wykształca się jednak jako okazały i barwny liść, pełniąc funkcje wabiące (np. u bugenwilli Bougainvillea). U niektórych rodzajów ma duże znaczenie w identyfikacji gatunków (np. u tojadów Aconitum). 